# Instituto de Educación Rural
El Instituto de Educación Rural conocido en el ambiente campesino simplemente como I.E.R., nació como respuesta a las necesidades de formación y educación de la juventud del mundo rural chileno, prestando sus servicios desde la V hasta la X región del país. Fundado en 1954 por Monseñor Rafael Larraín se origina como una de las diversas respuestas que surgen desde el seno de la Iglesia Católica Chilena, a las necesidades latentes del mundo rural en aquella época.
El Instituto de Educación Rural forma preferentemente a jóvenes de origen rural que buscan encontrar mejores oportunidades de vida en el campo, ya sea como productores por cuenta propia o vinculados a empresas agropecuarias o industriales. El servicio educativo está dirigido especialmente a las especialidades de Agropecuaria, Forestal y Acuicultura, destacando que en estos dos últimos años ha incorporado otras especialidades tales como: Gastronomía, Atención de Enfermería, atención de párvulos, mecánica, en el orden de las especialidades comerciales.
El IER es una fundación sin fines de lucro a pesar de que tiene accionistas, según Decreto N.º 1502 del 16 de marzo de 1955 por el entonces Consejo de Defensa Fiscal, y su actual Presidente es doña Juana Candia H.

## Vínculos de Cooperación
Mantiene vínculos de cooperación con organismos e instituciones nacionales gubernamentales y privadas, como
- Ministerio de Educación de Chile
- Ministerio de Agricultura del Gobierno de Chile
- Ministerio de Salud y Planificación Nacional
- Servicio Nacional de la Mujer (SERNAM)
- Fondo de Solidaridad e inversión Social (FOSIS)
- Servicio Nacional de Capacitación y Empleo (SENCE)
- Corporación Nacional de Desarrollo Indígena (CONADI)
- Fundación para la Innovación Agraria (FIA)
- Instituto de Desarrollo Agropecuario (INDAP)
- Universidades y otras instituciones de Educación superior, organizaciones campesinas de representación y productivas, entre otras.

Además el Instituto de Educación Rural es miembro y mantiene relaciones de colaboración técnica con una serie de organismos e instituciones de Cooperación Internacional, entre los cuales destacan:
- Asociation Internacionale des Maisons Familiales Rurales, Francia
- Internacional Catholic Rural Association, Italia
- FAO
- PNUD
- Agencias de Cooperación y Gobierno Belga
- Servicio de Cooperación Técnica y Social de Alemania (DED)
- Instituto Interamericano de Cooperación para la Agricultura (IICA)
- Gobierno de Luxemburgo
- Unión de Productores Agrícolas de Quebec (UPA) de Canadá
- JICA de Japón.

## Presencia
El IER administra actualmente 5  establecimientos de los 27 que administró hasta hace pocos años, producto de la mala administración de sus directivos han perdido cobertura territorial, estos son:
- Liceo Agrícola Christa Mock - Nogales
- Liceo Agrícola Santa Ana - Talagante
- Liceo Agrícola Reina Paola de Bélgica - Hospital
- Liceo Técnico Profesional Huiscapi - Huiscapi
- Liceo Agropecuario y Forestal Lipingüe - Los Lagos

Al día de hoy son permanentes los problemas con sus funcionarios por el no pago de remuneraciones, lo que genera inseguridad e inestabilidad laboral entre los docentes y asistentes de la educación, dándose hoy la figura de rotación permanente de docentes lo que repercute en la formación de los jóvenes y en el proyecto planteado inicialmente por su fundador.